# Семюел Вілберфорс
Семюел Вілберфорс (7 вересня 1805, Клепгем, Лондон — 19 липня 1873) — британський релігійний діяч Церкви Англії, прелат, єпископ, духовний письменник. Як проповідник, за спогадами сучасників, вирізнявся красномовством та вживав (попри велику побожність) у своїх проповідях гумор.

## Життєпис
Був третім сином Вільяма Вілберфорса. 1823 року вступив до Оріель-коледжу (Оксфорд). В «Об'єднаному клубі дебатів», який згодом було перетворено на Союз, виявив себе активним прихильником лібералізму. Групу однодумців, з якими він познайомився переважно в Оксфорді, іноді, через строгу моральність, називали Бетільським союзом; разом з тим він не цурався розваг і активно займався бігом із перешкодами та полюванням. 1826 року закінчив Оксфорд, ставши на своєму курсі за успішністю першим з математики та другим з класичної філології.
Після одруження 11 червня 1828 року з Емілі Сарджент був у грудні висвячений і призначений куратом у Чекендоні біля Генлі-он-Темз. 1830 року єпископ Вінчестера Самнер висвятив його ректором церкви в Брігстоні на острові Вайт. На цій порівняно легкій службі він невдовзі розпочав різноманітну діяльність, насамперед написання різних творів, оскільки для цього мав достатньо часу. 1831 року опублікував трактат про десятини, «щоб позбавити забобонів фермерів нижнього порядку», а наступного року — збірку гімнів для використання у своєму приході, яку випущено великим тиражем; невелику збірки оповідань, «Note Book of a Country Clergyman»; проповідь «The Apostolical Ministry». Наприкінці 1837 року опублікував «Letters and Journals of Henry Martyn» Генрі Мартіна, англіканського місіонера в Індії та Персії. Як член Високої церкви, тримався осторонь так званого Оксфордського руху, а 1838 року його розбіжність із трактаріанцями стала настільки серйозною, що Джон Генрі Ньюмен відмовився приймати від нього статті для видання «British Critic», вважаючи небажаним, щоб їхнє співробітництво було «надто близьким».
1838 року написав, спільно зі старшим братом Робертом, роботу про життя свого батька (Life of William Wilberforce), а через два роки опублікував його листування. 1839 року також опублікував «Eucharistca» (витяги зі старих англійських богословів), до якої написав передмову, «Agathos and other Sunday Stories» і збірку проповідей «University Sermons», а наступного року — «Rocky Island and other Parables». У листопаді 1839 зведений у сан архідиякона Суррея, у серпні 1840 став каноніком у Вінчестері, а в жовтні — ректором в Ельверстоку. 1841 року обраний Бамптонівським лектором, а незабаром після цього призначений капеланом принца Альберта, завдяки враженню, яке справив своїм виступом на антирабовласницькому заході за кілька місяців до цього.
У жовтні 1843 року був призначений архієпископом Йоркським, ставши заступником роздавача королівської милостині. В 1844 вийшла його робота «A History of the Protestant Episcopal Church in America». У березні наступного року став деканом Вестмінстера, а в жовтні — єпископом у Оксфорді. Того ж 1845 року заснував у Оксфорді разом із кількома істориками та антикваріями «Товариство Кекстона», назване на честь відомого видавця та просвітителя XV століття Вільяма Кекстона, під егідою якого випущено чимало публікацій пам'яток середньовічної англійської літератури.
Брав участь у полеміці щодо поглядів англіканського богослова Хемпдена та підписав ремонстрацію тринадцяти єпископів до лорда Джона Рассела проти призначення Хемпдена єпископом Херефорда. Одночасно намагався отримати задовільні гарантії від Хемпдена щодо його діяльності, але навіть зазнавши невдачі в цьому, відмовився від позову проти нього. Публікація 1850 року папської булли, що встановлювала римську ієрархію в Англії, призвела до тимчасової значної популярності партії Високої церкви, в якій Вілберфорс був найпомітнішим членом. Перехід до католицизму його швагра, архідиякона (згодом кардинал) Меннінга, а потім його братів, а також його єдиної дочки і зятя, місіс і містера Пай, невдовзі призвели до підпадання його під підозру, і відновлення ним повноважень конвокації (англійського духовного парламенту) знизило його вплив при дворі; разом з тим його незмінна тактовність, активна діяльність у церковній організації, привабливість особистості та красномовство в житті та на кафедрі поступово принесли йому визнання як єпископа, який у своїй єпархії не має конкурентів. Його щоденник показує його побожною і благочестивою людиною в приватному житті, що не враховували ті, хто зважав лише на формальні якості, такі як порядність і переконливість, які дозволили йому зробити успішну кар'єру єпископа, і дали йому прізвисько Мильний Сем. У Палаті лордів брав активну участь у обговоренні соціальних та духовних питань. Мав репутацію народного єпископа, але справи народу займали лише частину його часу. Більшу частину своєї енергії спрямовував на покращення організації єпархії та зміцнення схем для посилення впливу та ефективності діяльності церкви. 1854 року відкрив богословський коледж у Каддесдоні, який згодом став предметом деяких суперечок через його передбачувані католицькі тенденції. Його ставлення до роботи «Essays and Reviews» 1861 року, проти якої він написав статтю в «Quarterly», принесло йому вдячність з боку партії Низької церкви, а в наступні роки він мав повну довіру та повагу з боку всіх, крім крайніх членів обох сторін партії. Після публікації 1861 року «Commentary on the Romans» Джона Коленсо намагався змусити автора прийти до нього на закриту бесіду, але після публікації тим перших двох частин «Pentateuch Critically Examined» направив послання на адресу єпископів, у якому закликав Коленсо піти з поста єпископа. 1867 року виступив зі звинуваченням першого звіту комісії з ритуалів «Report of the Ritualistic Commission», в якому був обурений використанням щодо примусових заходів проти обрядовості слова «стримувати» замість «скасувати» або «заборонити». Намагався також зменшити гостроту деяких постанов другої комісії з ритуалів 1868 року і був одним із чотирьох підписантів звіту. Хоча він рішуче виступав проти відділення ірландської церкви, але коли було прийнято відповідне рішення, висловився за те, щоб у Палаті лордів не було протидії цьому. Після двадцяти чотирьох років роботи в єпархії Оксфорда Вільям Гладстон перевів його до єпархії Вінчестера. Загинув від травм, отриманих внаслідок падіння з коня, біля Доркінга (графство Суррей).

## Найвідоміші твори
- «Eucharistica» (1839)
- «Agathos» (1840)
- «Note book of a country clergyman» (1833)
- «Sermons on miscellaneous subjects» (1849)
- «Times of secession»
- «Times of revival» (1863)
- «Heroes of Hebrew History» (1870) та інші.

Був відомим критиком еволюційної теорії Чарлза Дарвіна.